# Herbert Meyer (Widerstandskämpfer)
Herbert Meyer (* 14. Mai 1910; † 1942 in Berlin-Moabit) war ein deutscher Arbeiter, Widerstandskämpfer und Mitglied der Baum-Gruppe. Er wurde 1942 in Untersuchungshaft in der JVA Berlin-Moabit ermordet.

## Leben und Tätigkeit
„Er war der ältere Bruder von Gerhard Meyer. Von 1916 bis 1926 besuchte er die Volksschule und das Realgymnasium. Er lernte Zuschneider und war anschließend Einkäufer im Geschäft seines Vaters. Im April 1940 wurde er zur Zwangsarbeit bei der Farbenfabrik Warnicke & Böhm in Weißensee als Transportarbeiter und danach als Schlosser bei der Firma Markus-Metallbau in der Kolonnenstraße, Berlin-Schöneberg, verpflichtet.
Herbert Meyer war politisch nicht organisiert, wurde aber durch seinen Bruder Gerhard und seine Frau Rita mit der illegalen kommunistischen Jugendarbeit vertraut. Im Dezember 1935, als er Gelegenheit hatte, Herbert Baum kennenzulernen, reihte er sich in die organisierte antifaschistische Widerstandsbewegung ein und beteiligte sich bis zu seiner Verhaftung in vielfältiger Weise am Kampf gegen den Hitlerfaschismus und gegen den Krieg. Herbert Meyer zeichnete sich durch unermüdliche illegale Kleinarbeit aus.“ (Margot Pikarski: Jugend im Berliner Widerstand. Herbert Baum und Kampfgefährten.)

## Gedenksteine

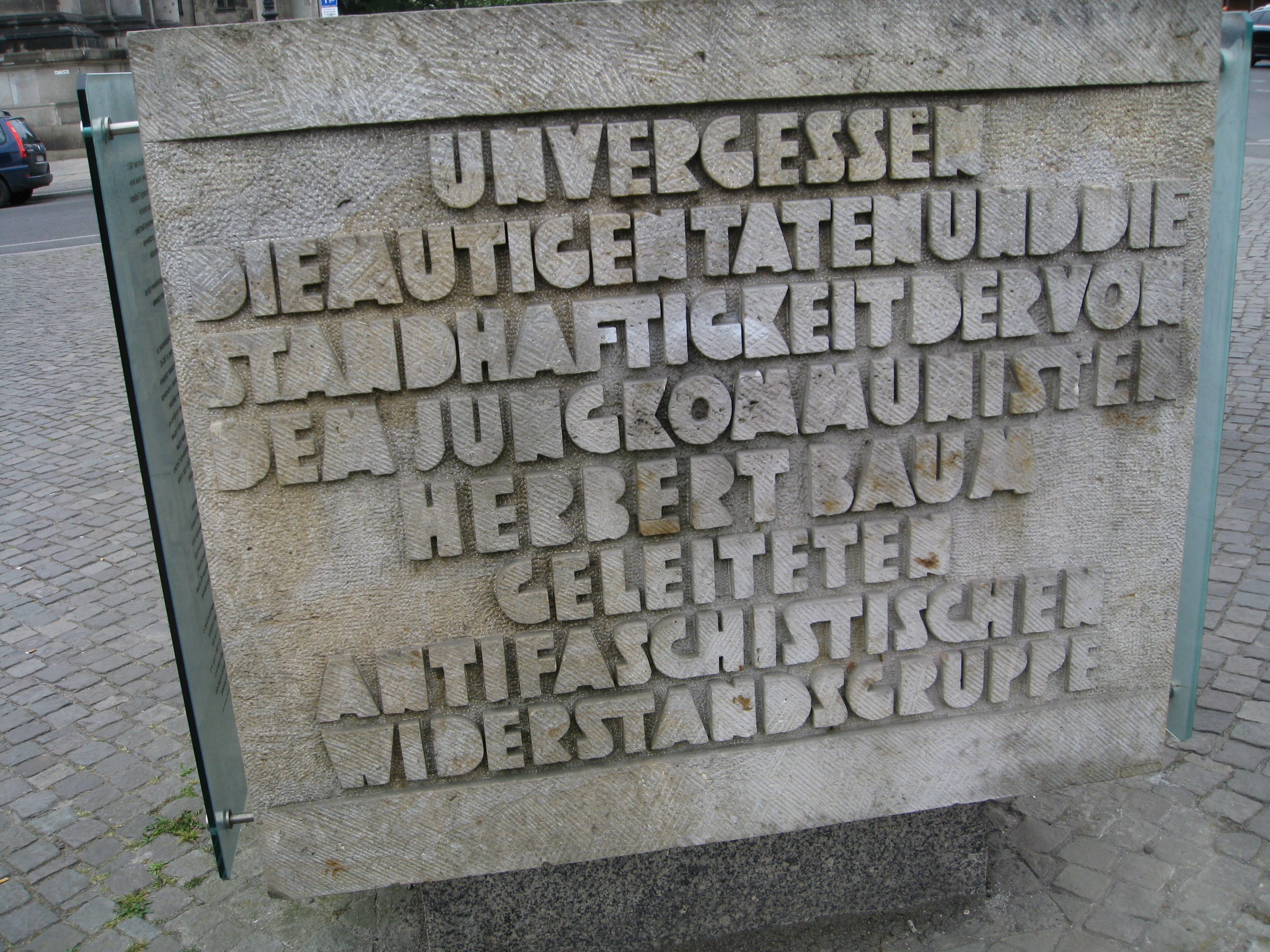
Der Berliner Gedenkstein im Lustgarten

Heute erinnern zwei der Baum-Gruppe gewidmeter Gedenksteine in Berlin namentlich auch an Herbert Meyer.
1. Gedenktafel in Berlin auf dem Jüdischen Friedhof Weißensee (Eingang: Markus-Reich-Platz).[2]
2. Ein von dem Bildhauer Jürgen Raue gestaltete Gedenkstein wurde 1981 im Auftrag des Magistrats von Berlin (Ost) ohne nähere Informationen über die Widerstandsaktion im Lustgarten aufgestellt.[3]